# Лесли, Джордж, 1-й граф Роутс
Джордж Лесли, 1-й граф Роутс (англ. George Leslie, 1st Earl of Rothes; ок. 1406/1417 — 1490) — шотландский дворянин.

## Биография
Родился в промежуток между 1406 и 1417 годами. Сын Нормана Лесли из Феткилла в Файфе, и его жены Кристиан Сетон, дочери сэра Джона Сетона из Сетона.
В 1445 году для Джорджа Лесли был создан титул лорда Лесли. В 1458 году ему был пожалован королем Яковом II Стюартом титул графа Роутса в Пэрстве Шотландии.
Лорд Роутс скончался в 1489/1490 году. Ему наследовал его внук Джордж Лесли, который правил как 2-й граф Роутс с 1492 по 1509 год.
Джордж Лесли был трижды женат. Около 1435 года он женился первым браком на Маргарет Ландин, дочери Джона Ландина из Ландина. Дети от первого брака:
- Леди Маргарет Лесли, супруга Александра Комина из Эрнсайда

В 1440 году его второй женой стала Кристиан Халибертон, дочь сэра Уолтера Халибертона из Дирлетуна от его второй жены леди Изабель Лесли, вдовы Александра Лесли, 7-го графа Росса. Дети от второго брака:
- Леди Элизабет Лесли (? — 1509/1511), 1-й муж — Уильям Хэй, 3-й граф Эрролл; 2-й муж — сэр Уильям Эдмондстон из Дантрита
- Эндрю Лесли, мастер Роутс (? — 3 августа 1473), был женат на леди Элизабет Синклер (? — 1508), дочери Уильяма Синклера, 3-го графа Оркнейских островов и 1-го графа Кейтнесса. Среди его трех сыновей были Джордж Лесли, 2-й граф Роутс, и Уильям Лесли, 3-й граф Роутс.
- Леди Кристиан Лесли (? — 1491/1492), замужем за Уильямом Синклером, 2-м лордом Синклером.

Третьей женой лорда Роутса была Элизабет Кэмпбелл.